# المعهد الأوروبي للغابات
المعهد الأوروبي للغابات (EFI) هو منظمة دولية أسستها الدول الأوروبية. تملك 29 دولة عضو، و120 منظمة عضو من 38 دولة مختلفة تعمل في مجالات بحثية متنوعة. يوفر المعهد المعرفة المتعلقة بالغابات حول ثلاثة مواضيع مترابطة ومتعددة التخصصات: الاقتصاد الحيوي والمرونة والحوكمة.
يقع مقر المعهد في جونسو بفنلندا، ويملك أيضًا مكاتب في برشلونة وبون وبروكسل بالإضافة إلى مكاتب المشروع في ماليزيا والصين. ويعمل بها أكثر من 100 خبير.
تم التصديق على اتفاقية المعهد الأوروبي للغابات بإجمالي 29 دولة أوروبية بحلول صيف 2018، وهي النمسا وبلجيكا وبلغاريا وكرواتيا وجمهورية التشيك والدنمارك وإستونيا وفنلندا وفرنسا وألمانيا واليونان وأيرلندا وإيطاليا ولاتفيا وليتوانيا ولوكسمبورغ وهولندا والنرويج وبولندا والبرتغال ورومانيا وصربيا وجمهورية سلوفاكيا وسلوفينيا وإسبانيا والسويد وسويسرا وتركيا والمملكة المتحدة. كل من هذه الدول لديها مقعد في أعلى هيئة لصنع القرار في مجلس منظمة هيئة الغابات.